# Puente de Rande
Die Puente de Rande (spanisch) oder Ponte de Rande (galicisch) ist eine Schrägseilbrücke, die in der Nähe von Vigo in der spanischen Region Galicien die Orte Redondela und Moaña verbindet und so die Ría de Vigo überquert, in der 1702 die Seeschlacht bei Vigo stattfand.
Das Bauwerk wurde von Ingenieuren Fabrizio de Miranda, Florencio del Pozo (der auch für die Gründung verantwortlich war) und Alfredo Passaro geplant. Der Bau der Brücke begann 1978. Sie bildet einen Teil der mautpflichtigen Autopista del Atlántico (AP-9), die einen Teil der Europastraße 1 darstellt. Bis zum 23. Mai 2006 wurde auch für das Befahren der Brücke eine Gebühr erhoben, dann wurde die Mautpflicht jedoch zwischen Vigo und O Morrazo aufgehoben.

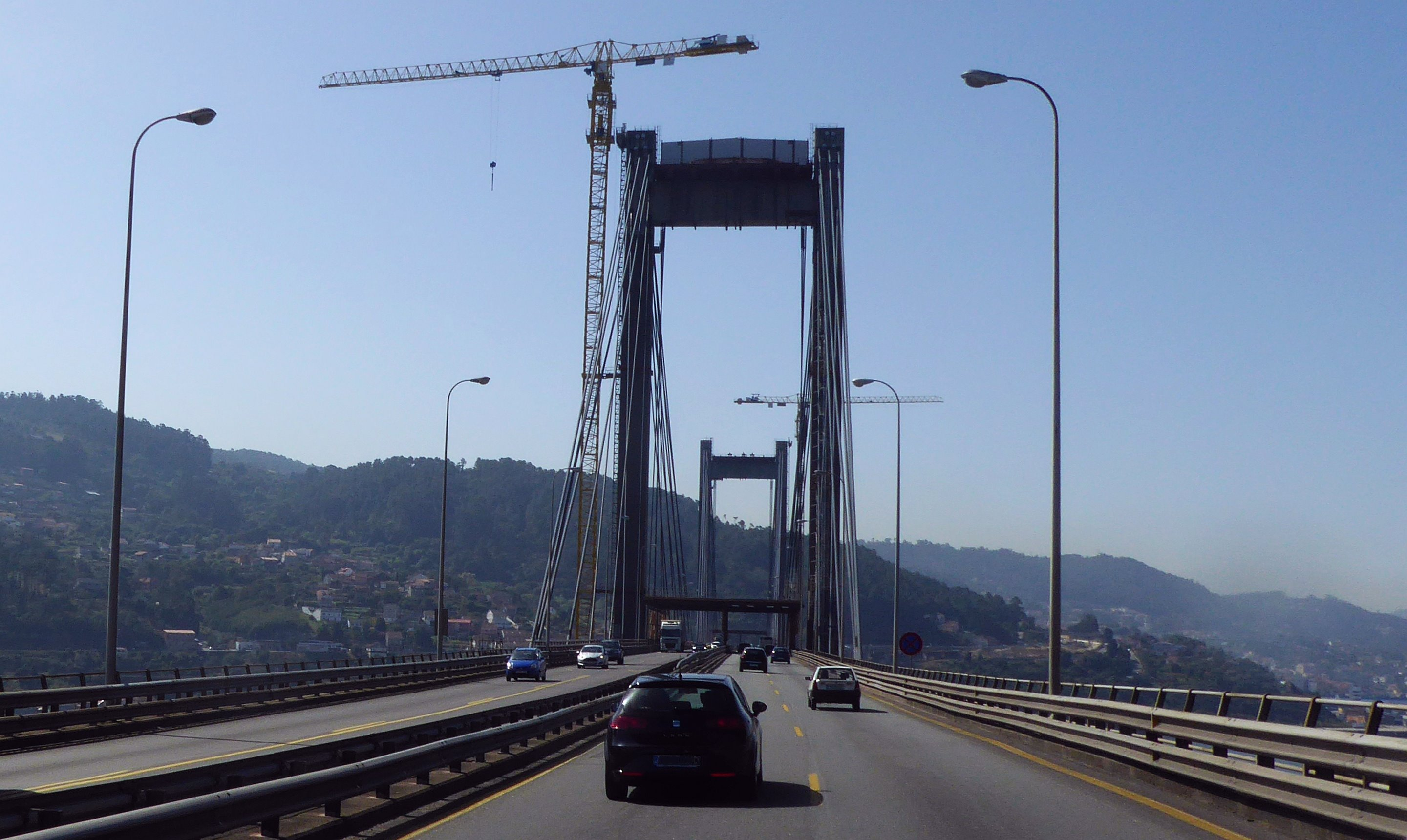
Blick auf die Schrägseilbrücke aus Fahrbahn-Perspektive (2016)

Das Bauwerk hat eine Länge von 1558 m, die Höhe beträgt 152,0 m und die Hauptspanne erstreckt sich über 401 m. Sie war zum Zeitpunkt ihrer Eröffnung nicht die Schrägseilbrücke mit der längsten Hauptspanne der Welt, hatte damals jedoch die längste Hauptspanne, die mehr als zwei Fahrstreifen trägt.
Sie wird von etwa 50.000 Fahrzeugen täglich befahren. Seit der Verkehrsfreigabe haben mehr als 230 Millionen Fahrzeuge die Bucht an dieser Stelle überquert. Die Baukosten beliefen sich auf 3.658 Millionen Peseten. Diese wurden durch die Maut mehrfach erwirtschaftet.
Die für die Jahre 2008–2010 vorgesehene Verbreiterung der Brücke wurde wegen Finanzierungsproblemen nicht durchgeführt; sie wurde aber 2013 wieder als dringend angesehen.
In den Jahren von 2015 bis 2017 erfolgte eine Sanierung der Brückenpfeiler (Pylone) und deren Verstärkung für die zusätzlichen Lastaufnahmen für die Brückenerweiterung um zwei Fahrbahnen. Durch die Brückenerweiterung soll eine Spitzenfrequenz von 95.000 Fahrzeugen pro Tag (vmtl. Umrechnung eines Stunden-Spitzenwertes auf Tageswert). Die Erweiterung um je eine Fahrspur rechts und links der Pylone wurde 2017 fertiggestellt und im Jahr 2018 dem Verkehr übergeben. Die Konstruktion der Brückenerweiterung wurde wie die bisherige Brücke als Schrägseilbrücke ausgeführt, wobei der Brückenüberbau in Stahl hergestellt wurde. Die notwendig gewordene zusätzliche Schrägseilkonstruktion wurde aus optischen Gründen parallel zur alten Schrägseilführung abwärts zum neuen zusätzlichen Überbau angeordnet. Da die alten Brückenpfeiler in die statische Konstruktion der neuen Schrägseilführung mit Verstärkung der Pfeiler integriert wurden, ergab sich dabei auch eine überzugartige Erhöhung der Pfeilerkonstruktion und damit eine Erhöhung des gesamten Bauwerkkomplexes. Die Erweiterung der Fahrspuranzahl bedingte für die Verkehrsführung und -anbindung im Widerlagerbereich gravierende bauliche Veränderungen, die aufgrund der äußeren Fahrspuren zu einer neuen Gesamtlänge des Brückenbauwerks von 1.604 m geführt haben. Im Zuge der Erweiterung wurden 13.200 to Stahl verbaut.